# معتمدية سيدي علي بن عون
معتمدية سيدي علي بن عون إحدى معتمديات الجمهورية التونسية، تابعة لولاية سيدي بوزيد. وقع احداثها سنة 1966 تابعة لولاية قفصة آنذاك ونقل إليها معتمد الرقاب مصباح الجرو يوم1ماي 1966.تنقسم إلى 7عمادات يسكنها27133ساكن وبلديتين بنعون والمنصورة .

### مواضيع ذات علاقة
- ولاية سيدي بوزيد.

تقع سيدي علي بن عون في الجنوب الغربي لسيدي بوزيد يحدّها شمالا معتمدية بئر الحفي وجنوبا أولاد منصّر وغربا حسي الفريد التابعة لولاية القصرين.تعتبر بن عون بالأساس منطقة فلاحية حيث معظم أراضيها حقول زيتون ولوز كما أنها تنتج الحبوب إذا كان معدل نزول الأمطار مرتفعا .ويعتبر قطاع تربية الماشية الشريان الأساسي في حياة المواطنين.اشتهرت بن عون بمهرجان «الزردة» الولي الصالح سيدي علي بن عون الذي أصبح من الموروثات والعادات والتقاليد التي دأب على الحفاظ عليها اجدادنا